# Kinetta
Kinetta (en griego: Κινέττα) es una película de drama experimental y psicológico de 2005  producida por Athina Rachel Tsangari y dirigida por Giórgos Lánthimos. Es el debut como director en solitario del cineasta griego y el guion fue firmado por Lanthimos y Yorgos Kakanakis. Está protagonizada por Evangelia Randou, Aris Servetalis y Costas Xikominos.

## Resumen
Durante una temporada en el balneario griego de Kinetta, tres perfectos desconocidos recrean homicidios reales. Los protagonistas son un oficial de policía sin uniforme con un interés desmedido por los automóviles de lujo alemanes y las mujeres rusas, un excéntrico fotógrafo que busca imágenes novedosas y una camarera de hotel de vida intrascendente. Los tres unen fuerzas por una extraña razón: recrear homicidios de manera meticulosa y con un enfoque casi ritual. Los protagonistas recrean escenas de asesinatos brutales, hasta el punto de que ponen en riesgo sus propias vidas.

## Reparto
- Evangelia Randou
- Aris Servetalis
- Costas Xikominos
- Youlika Skafida
- Hector Kaloudis

## Estreno
La película se exhibió en salas griegas y no se estrenó en los Estados Unidos. En 2019, el Museo de la Imagen en Movimiento proyectó la película durante nueve días. 

## Recepción
La película recibió críticas muy negativas.  John DeFore elogió la cinta para The Hollywood Reporter.  También Ben Kenigberg dio una crítica mixta para The New York Times.  Por último, la revista Variety elogió la cinta. 